# 5127 Bruhns
5127 Bruhns (1989 CO3) là một tiểu hành tinh vành đai chính được phát hiện ngày 4 tháng 2 năm 1989 bởi Elst, E. W. ở La Silla.